# Sole podwójne
Sole podwójne – sole mające w swojej strukturze przynajmniej dwa różne kationy bądź aniony. Powstają przez połączenie przynajmniej dwóch cząsteczek różnych soli prostych, które po wspólnej krystalizacji z roztworu wykazują odmienną od nich budowę sieci krystalicznej. Ulegają one jednak dysocjacji na proste jony składowe (w taki sam sposób jakby dysocjowały niezwiązane ze sobą sole proste), np. sól Mohra będzie dysocjowała według równania:
FeSO
4·(NH
4)
2SO
4·6H
2O ⇄ Fe2+
 + 2NH+
4 + 2SO2−
4 + 6H
2O
To odróżnia sole podwójne od soli kompleksowych, które dysocjują tworząc stabilne jony kompleksowe. Solami podwójnymi mogą być sole organiczne, sole nieorganiczne oraz sole mieszane. Przykładem podwójnej soli mieszanej jest zieleń paryska (3Cu(AsO
2)
3·Cu(CH
3COO)
2), natomiast dużą grupę podwójnych soli nieorganicznych stanowią ałuny o ogólnym wzorze M+
M3+
(A)2−
2·12H
2O (M – kation metalu, A – anion), np. ałun potasowy (KAl(SO
4)
2·12H
2O). Czasem wyróżnia się także m.in. sole potrójne, których przykładami są polihalit (2CaSO
4·MgSO
4·K
2SO
4·2H
2O) i etryngit (3CaO·Al
2O
3·3CaSO
4·32H
2O).

## Nazewnictwo soli podwójnych
Sole podwójne powinny być nazywane zgodnie z nomenklaturą opracowaną przez Międzynarodową Unię Chemii Czystej i Stosowanej (IUPAC). Wzory i nazwy nieorganicznych soli podwójnych mogą być zapisywane w nomenklaturze stechiometrycznej, jak i nomenklaturze stosowanej dla związków addycyjnych. W przypadku organicznych soli podwójnych pochodzących od kwasów wieloprotonowych nazwy mogą być tworzone zarówno w oparciu o preferowaną nomenklaturę IUPAC, jak i nomenklaturę ogólną.
| Sole nieorganiczne | Sole nieorganiczne | Sole nieorganiczne |
|                    | Nomenklatura stechiometryczna | Nomenklatura związków addycyjnych |
| ------------------ | --- | --- |
| Opis               | - wzór: kationy poprzedzają aniony, a w grupach kationów i anionów stosowany jest porządek alfabetyczny - nazwa: aniony (bardziej elektroujemne) wymienia się przed kationami, w grupach kationów i anionów stosuje się porządek alfabetyczny; w razie potrzeby stosuje się odpowiednie przedrostki (di-, tri-, bis- itp.) oraz ładunki jonów bądź stopnie utlenienia; wodę krystalizacyjną zapisuje się stosując słowo „hydrat” z odpowiednim przedrostkiem | - wzór: poszczególne składniki wymieniane są alfabetycznie (wzory składników zapisane zgodnie z nomenklaturą stechiometryczną), a woda krystalizacyjna zapisywana na końcu; składniki oddzielane są kropką środkową - nazwa: nazwy poszczególnych składników (zgodne z nomenklaturą stechiometryczną) wymieniane są alfabetycznie; oddzielane są od siebie pauzą, a stosunek składników wskazywany liczbowo w nawiasie z użyciem ukośnika |
| Przykłady          | KNa 4Cl(SO 4) 2 chlorek bis(siarczan) potasu tetrasodu | KCl·2Na 2(SO 4) chlorek potasu—siarczan sodu (1/2) |
| Przykłady          | KMgCl 3·6H 2O trichlorek magnezu potasu heksahydrat | KCl·MgCl 2·6H 2O chlorek magnezu—chlorek potasu–woda (1/1/6) |
| Przykłady          | AlK(SO 4) 2·12H 2O bis(siarczan) glinu potasu dodekahydrat | Al 2(SO 4) 3·K 2SO 4·24H 2O siarczan glinu—siarczan potasu–woda (1/1/24) |
| Sole organiczne    | | |
| Opis               | - nazwa: anion poprzedza kationy, które wymienia się w kolejności alfabetycznej; dla nazwy anionu stosować można zarówno preferowane nazwy IUPAC (PIN), jak i nazwy dopuszczone w nomenklaturze ogólnej | - nazwa: anion poprzedza kationy, które wymienia się w kolejności alfabetycznej; dla nazwy anionu stosować można zarówno preferowane nazwy IUPAC (PIN), jak i nazwy dopuszczone w nomenklaturze ogólnej |
| Przykłady          | K+ − OOC−CH 2−CH 2−COO− Na+ butanodian potasu sodu (PIN), bursztynian potasu sodu | NH+ 4 − OOC−CH 2−CH 2−CH 2−CH 2−COO− Na+ heksanodian amonu sodu (PIN), adypinian amonu sodu |
| Przykłady          | Na+ − OOC−CH 2−CH(−COOH)−CH 2−COO− K+ propano-1,2,3-trikarboksylan wodoru potasu sodu (PIN) | |